# Randy Meisner
Randy Herman Meisner, ameriški glasbenik, pevec in kantavtor, * 8. marec 1946, Scottsbluff, Nebraska, ZDA, † 26. julij 2023, Los Angeles, Kalifornija, ZDA.
Bil je znan kot član skupine Eagles. Praviloma je igral kitaro kot basist in pevec. Zaradi zdravja in drugih obveznosti se je upokojil leta 2008. Pred skupino Eagles je igral tudi v skupini Poco. Njegova najbolj znana skladba je "Take It to the Limit", ki jo je posnel s skupino Eagles.

## Zgodnje življenje
Randy Herman Meisner se je rodil v mestu Scottsbluff, Nebraska, kot drugi otrok in edini sin Hermana in Emilie Meisner. Randy je imel starejšo sestro Carol (umrla 2005). Randy se spominja, da je njegova mati pogosto pela. Njen oče, George Haun, je bil učitelj violine. Randyjeva dedka in babici so bili vsi rojeni v Rusiji, čeprav sta družini Meisner in Haun nemškega porekla. Meisnerjevi so na svoji farmi gojili fižol, koruzo in sladkorno peso. V starosti 10 let, se je Randy navdušil nad kitaro, potem, ko je videl nastop Elvisa Presleyja v oddaji Ed Sullivan Show. Takrat je začel z učenjem kitare in igranjem v okoliških skupinah. Ko je obiskoval srednjo šolo Scottsbluff High School, mu je eden izmed učiteljev predlagal, naj poskusi bas kitaro. "Oboževal sem R&B, bas kitaristi založbe Motown so bili vrhunski. Vse to me je navduševalo. Ne znam brati not. Ko se enkrat naučim skladbo, jo znam. Moje igranje bas kitare je bilo zelo naravno."

## Kariera

### Zgodnja kariera (1961–1968)
Meisner je med letoma 1961 in 1965 kot bas kitarist in vokalist sodeloval v lokalni skupini The Dynamics (kasneje The Drivin' Dynamics). Njihov prvi plačan nastop se je zgodil decembra 1961 v plesni dvorani v Little Moon Laku, v Nebraski. Naslednje leto so bili že stalni gostje te dvorane. Konec 1962 je skupina izdala prvi EP s štirimi skladbami. Meisner je pel glavni vokal pri skladbi "You Send Me", Sama Cooka. Izšlo je le v 500 izvodih. Avgusta 1965 je skupina sklenila pogodbo z založbo Sully Records iz Amarilla, Teksas. Posneli so tri skladbe, Randy je pel glavni vokal pri dveh: "One Of These Days" in "So Fine". Skladba "So Fine" je izšla kot singl in je bila dobro prodajana v okolici in na jugovzhodu ZDA. V začetku 1966, se je Meisner preselil v Kalifornijo in začel igrati v skupini The Soul Survivors, ki se je kasneje preimenovala v The Poor (Don Felder je kasneje dejal, da so "to" (reveži) kasneje tudi postali). Meisner je kasneje o tem obdobju dejal: "Nisem imel avtomobila, moral sem pešačiti. Prodajal sem Los Angeles Free Press. Zaslužil sem približno pet dolarjev na dan." Menedžerja skupine sta bila Charlie Greene in Brian Stone, ki je bil menedžer tudi skupine Buffalo Springfield in dueta Sonny & Cher. The Poor so leta 1966 in 1967 izdali več singlov pri založbah Loma, York in Decca Records, a z majhnim uspehom. Loma Records je bila hčerinska družba Warner Bros. in je imela pisarne v isti stavbi. Februarja 1967, je skupina posnela skladbo "She's Got the Time, She's Got the Changes", ki jo je napisal Tom Shipley. Tri single je produciral Barry Friedman, posneti pa so bili v studiu Gold Star Studios. Skupina je posnela skladbo "Study in Motion #1", ki je bila uporabljena v filmu Hell's Angels on Wheels. Poleti 1967 je skupina dva tedna igrala v Salvation Clubu v New Yorku, kot predskupina The Jimi Hendrix Experience. Čeprav so tam nekajkrat igrali, so si nastope predstavljali drugače, zato so člani skupine menedžerju grozili, naj jim vrne denar za letalo v Los Angeles. Založba Rev-Ola je leta 2003 izdala zgoščenko s skladbami skupine, med katerimi se nahaja tudi "Come Back Baby", ki jo je napisal Meisner.

### Poco in Stone Canyon Band (1968–1970)
Maja 1968 se je Meisner, po opravljeni avdiciji, ki sta se jo udeležila tudi Gregg Allman in Timothy B. Schmit, pridružil skupini Poco (prvotno Pogo), ki sta jo sestavljala tudi nekdanja člana skupine Buffalo Springfield, Richie Furay in Jim Messina. Meisner je sodeloval pri snemanju debitantskega albuma skupine, Pickin' Up the Pieces, a je kmalu po izdaji albuma zapustil skupino. Njegov odhod je bil rezultat dejstva, da ni bil prisoten na zadnjem miksu albuma. Njegova slika je bila umaknjena s slike na naslovnici albuma in zamenjana s sliko psa. Njegove bas linije in spremljevalne vokale so pustili pri miru, njegov glavni vokal pa je bil odstranjen, namesto tega pa je bila posneta nova verzija, ki jo je odpel George Grantham.
Aprila 1969 se je Meisner pridružil Nelsonovi skupini Stone Canyon Band in prepričal Nelsona in producenta John Boylana, da sta v skupino povabila nekdanja člana skupine The Poot, kitarista Allena Kempa in bobnarja Pat Shanahana, skupini pa se je pridružil še Tom Brumley. Meisner je sodeloval pri snemanju albumov In Concert at the Troubadour, 1969 in Rudy The Fifth. Pojavil se je tudi v dokumentarcu o turneji skupine leta 1969, Easy to Be Free, ki ga je režiral Nelsonov brat David. Leta 1973 je bil film predvajan na ameriški televiziji. Skupaj z Nelsonom je Meisner produciral album In Concert at the Troubadour. Čeprav ni snemal Nelsonovega naslednjega albuma, Garden Party, je bil soavtor skladbe "I Wanna Be With You", ki je izšla na tem albumu. Meisner je nato začel delovati kot studijski glasbenik. Med drugim je posnel skladbi "Country Road" in "Blossom", ki sta izšli na albumu Sweet Baby James, Jamesa Taylorja.
Spomladi 1970 se je Meisner vrnil v Nebrasko, po težki turneji z Rickyjem Nelsonom in Stone Canyon Bandom. Začel je delati v lokalni tovarni traktorjev, John Deere, Frank Implement. Ponoči je igral v skupini Gold Rush, kjer je igral tudi Stephen A. Love, ki je kasneje postal član skupine New Riders of the Purple Sage. Kasneje leta 1970, se je Meisner, po Nelsonovi spodbudi, vrnil v Los Angeles, kjer je nadaljeval s kariero. Delal je na prepoznavnosti skupine Gold Rush, medtem pa je igral v Stone Canyon Bandu in kot studijski glasbenik za Johna Stewarta in Waylona Jenningsa. Sredi leta 1971 je bil s strani Johna Boylana povabljen v spremljevalno skupino Linde Ronstadt, kjer so tačas že igrali Don Henley, Glenn Frey in Bernie Leadon.

### Eagles (1971–1977)
Septembra 1971 je Meisner, skupaj s Henleyjem, Freyjem in Leadonom ustanovil skupino Eagles, ki je sklenila pogodbo z založbo Asylum Records, debitantski album, Eagles, pa je izdala leto kasneje. Poleg tega, da je imel v skupini dolžnosti bas kitarista in spremljevalnega vokalista, je bil avtor ali soavtor skladbe na vsakem od prvih petih albumov skupine. Njegova najbolj znana skladba je bila "Take It to the Limit", prvi singl skupine, ki je bil prodan v milijonski nakladi, izšel pa je na albumu One of These Nights. Med ostalimi skladbami, je napisal tudi skladbi "Try and Love Again" in "Certain Kind of Fool". Pri obeh je prispeval tudi glavni vokal.
Po mnenju sočlana skupine, Dona Felderja, je bilo Meisnerjevo obdobje v skupini oteženo zaradi želje, da bi bil več časa z družino ter zaradi stalnega pričkanja med člani skupine, česar javnost ni vedela. Med turnejo 1976/77, na kateri je skupina promovirala album Hotel California, je bil Meisner šibkega zdravja in utrujen zaradi konstantnega nastopanja celih 11 mesecev. Meisner si prav tako ni želel biti center pozornosti. O tem je dejal: "Vedno sem bil nekoliko sramežljiv ... Od mene so želeli, da bi stal na sredini odra in pel 'Take It to the Limit', sam pa nisem želel tolikšne pozornosti." Skupina je bila takrat zaradi dolge turneje pod pritiskom. Meisner je bil nezadovoljen; pojavila se mu je peptična razjeda, njegov zakon pa je počasi ugašal. Meisner je imel na turneji težave z visokimi toni v njegovi prepoznavni skladbi »Take It to the Limit« in je ni želel izvajati. Frey in Meisner sta nato govorila o njegovi nepripravljenosti izvajanja te skladbe in Meisner se je odločil, da ne bo odpel skladbe na koncertu, ker je staknil tudi gripo. Frey in Meisner sta nato v zaodrju fizično obračunala, nakar je Meisner zapustil stavbo. Po incidentu je bil Meisner izoliran iz skupine in se je odločil zapustiti skupino po koncu turneje ter se vrniti v Nebrasko k družini. Kasneje je Meisner dejal: "To je bil konec. . . Resnično sem čutil, da sem član skupine in ne del nje." Njegov zadnji nastop s skupino je bil 3. septembra 1977 v East Troyju, Wisconsin. Meisnerja je pri Eaglesih nadomestil isti glasbenik, ki ga je nadomestil že pri skupini Poco, Timothy B. Schmit, ki je bil tudi edini kandidat za Meisnerjevo mesto.
Uradno je Meisner zapustil skupino septembra 1977, zaradi "izčrpanosti". Na temo njegovega nenadnega odhoda iz skupine, je Meisner dejal: "Vse stvari in prepiranje med člani skupine Eagles je zdaj konec. Vsaj zame." Meisner je izrazil razočaranje nad tem, da ni bil povabljen na obuditveno turnejo skupine Hell Freezes Over. V intervjuju za ameriško televizijsko oddajo American Journal je dejal, da je kontaktiral menedžerja Eaglesov, Irvinga Azoffa, a ga je ta zavrnil. "Mislili bi si, da boš omenjen, če si skupaj z njimi posnel šest albumov, a oni so se vedli, kot da ni sem nikoli igral z njimi," je o tem dejal Meisner. Meisner je leta 1999 kontaktiral člane skupine, če bi se jim lahko pridružil na Millenium Concertu v Staples Centru v Los Angelesu, na silvestrovo 1999, a so ga ti zavrnili. Meisner vseeno ne goji nobenih zamer do Henleyja in Freyja.

### Obdobje po Eaglesih (1978 in naprej)
Po odhodu od Eaglesov, je Meisner izdal dva solo albuma, Randy Meisner je izšel leta 1978, 1980 pa One More Song. O svojem debitantskem albumu, ki ga je produciral Alan Brackett, je dejal, da album ni bil najboljše koncipiran. Album vsebuje le eno skladbo, katere soavtor je Meisner, nov aranžma skladbe "Take It to the Limit", bas pa je igral le pri skladbi "Save the Last Dance for Me". Razložil je, da je imela založba Elektra Records klavzulo odhajajočih članov in je zato moral posneti album za založbo, preden je lahko posnel kar je sam želel. Naslednji album, One More Song, je produciral Val Garay, pri snemanju pa sta sodelovala tudi Don Henley in Glenn Frey. Meisner je bil soavtor šestih skladb izmed devetih, vključno s Top 20 singlom "Hearts on Fire", ki ga je napisal skupaj z Wendyjem Waldmanom in Ericom Kazom.
Začetek 80. let je koncertiral s svojo skupino, Randy Meisner & the Silverados. Leta 1981 so v skupini igrali basist Greg Palmer, kitarist Todd Smith, klaviaturist Sterling Smith, bobnar Don Francisco in spremljevalna vokalistka Therese Heston. Leta 1982 je izdal še en album pri založbi CBS Records, Randy Meisner, ki ga je posnel s člani skupine Heart, produciral pa ga je Mike Flicker. Novo zasedbo Silveradosov so sestavljali Dixon House na klaviaturah, Howard Leese na kitari, Denny Carmassi na bobnih, Tom Erak na basu in John Corey na kitari kot tudi Sterling Smith, ki je igral že v prejšnji zasedbi. Meisner je prav tako nadaljeval s kariero studijskega glasbenika. Sodeloval je z glasbeniki kot so James Taylor, Joe Walsh, Dan Fogelberg, Bob Welch, Richie Furay, Richard Marx, Peter Lewis, Danny O'Keefe, Mac Gayden & Electric Range, bil pa je tudi član skupine Black Tie, kjer sta igrala tudi Jimmy Griffin iz skupine Bread ter Billy Swan. V začetku leta 1986 sta se skupini na njeni ameriški turneji pridružila še Blondie Chaplin in nekdanji član Eaglesov, Bernie Leadon. Ko je skupino zapustil Griffin in ga je zamenjal Charlie Rich, Jr., se je skupina preimenovala v Meisner, Swan & Rich.
Kasneje je z nekdanjim pevcem skupine Firefall, Rickom Robertsom, ustanovil skupino Roberts-Meisner Band, s katero je koncertiral med letoma 1987 in 1989. Bobne je v skupini igral znani glasbenik Ron Griel, ki je sodeloval tudi z Danom Fogelbergom, Carole King in skupino Souther-Hillman-Furay Band. V skupini sta igrala še Bray Ghiglia na kitari, flavti, saksofonu in klaviaturah ter Cary Park na solo kitari. Roberts je dejal, da je skupina posnela precej skladb, vendar založba ni bila zainteresirana.
Konec 80. let se je Meisner vrnil v skupino Poco in z njo posnel album Legacy, med letoma 1989 in 1990 pa je s skupino koncertiral. Leta 1998 so bili Eaglesi sprejeti v Hram slavnih rock and rolla. Na slovesnosti ob sprejemu je vseh sedem članov Eaglesov (Frey, Henley, Felder, Walsh, Schmit, Leadon in Meisner) skupaj izvedlo skladbi »Take It Easy« in »Hotel California«. Leta 2000 se je pridružil skupini Drivin' Dinamics na koncertu, na katerem je bil kot solo izvajalec sprejet v Glasbeni hram slavnih Nebraske. Na začetku 21. stoletja je koncertiral kot del skupine World Classic Rockers. Po številnih bolečinah v prsih in hospitalizaciji avgusta 2004, je Meisner nadaljeval s koncertiranjem. Njegov zadnji javni nastop je bil leta 2008 v Naplesu, Florida.
Leta 2013 je bil Meisner povabljen na svetovno turnejo Eaglesov, History of the Eagles, a je povabilo zavrnil zaradi težav z zdravjem.

## Osebno življenje
Meisner je bil poročen dvakrat. Leta 1963 se je poročil s svojim dekletom iz srednje šole, Jennifer Lee Barton. Novembra se jima je rodil sin, Dana Scott. Maja 1970 sta se paru rodila dvojčka, Heather Leigh in Eric Shane Meisner. Ločila sta se leta 1981.
Novembra 1996 se je poročil z Lano Rae, s katero je bil prej v razmerju dvanajst let Zakon je trajal vse do njene smrti leta 2016.
Številni ljudje, ki so sodelovali z Randyjem Meisnerjem, so opazili njegovo prijaznost. Don Felder, James Taylor in Rick Roberts so Meisnerja opisala kot enega izmed najbolj prijaznih ljudi, s katerimi so sodelovali. Felder je dodal: "Bil je čudovit fant z velikim srcem in ljubečo dušo iz srednjega zahoda." Henry Diltz, ki je z Meisnerjem sodeloval kot fotograf, je dejal: "Randy Meisner je bil zelo nežna duša. Tih in prijazen fant. Brez agresivnega vedenja. Bil je zelo odprt. Zaradi sramežljivosti je imel včasih težave z nastopanjem. "Randyju je bilo izjemno neudobno z "zvezdništvom," je dejal Don Henley.

### Prevarant
Leta 1988 je moški po imenu Peter "Buddy" Morgan začel posnemati Meisnerja. Morgan je bil že prej obtožen kraje identitete in posnemanja Dona Henleyja, a je s tem nadaljeval. Morganova identiteta ni bila odkrita vse do leta 1997. Leta 1998 je bil aretiran in preživel 16 mesecev v zaporu, po povratku na prostost pa je nadaljeval s posnemanjem. V Renu, Nevada si je poskušal z Meisnerjevo identiteto najeti sobo v hotelu. Nekateri ljudje ne poznajo Meisnerja po zunanjosti, Morgan pa je to dejstvo izkoristil pri proizvajalcih kitar, lastnikih casinojev in ženskah.

### Osebne težave in težave z zdravjem
Od konca 60. let je Meisner imel težave s prekomernim uživanjem alkohola in drog. Težave je imel predvsem v času, ko je igral pri Eaglesih in je imel težave pri soočanju s slavo. Svojo zasvojenost z drogami je kasneje opisal kot glavni razlog za propad svojega prvega zakona. V 80. letih daljše obdobje ni imel težav z drogami. Od takrat so se težave večkrat pojavile. Vse to je vplivalo na Meisnerjevo zdravje. Po manjših srčnih napadih leta 2004 se je Meisner vrnil na odre. Njegovo zdravje se je slabšalo, zato je končal z nastopanjem; njegov zadnji nastop se je zgodil leta 2008 v Naplesu, Florida.
Marca 2013 je Meisner izgubil zavest na svojem domu v Kaliforniji. Košček hrane je prekinil njegovo dihanje medtem, ko je jedel, in je bil odpeljan v bolnišnico. Doktorji so bili optimistični glede njegove rehabilitacije, Meisner pa je preživel nekaj časa v komi. V takšnem stanju ni mogel sprejeti vabila Eaglesov na turnejo History of the Eagles, na kateri je sodeloval Bernie Leadon. Meisnerju se je zaradi posledic poslabšal glas in govor. Kasneje je javnosti razkril, da so njegovo zdravljenje plačali člani skupine Eagles.
Aprila 2015 sta Meisner in žena zanikala govorice, na podlagi tožbe, vložene v njegovem imenu, da ga je žena zaradi zasvojenosti z alkoholom in drogami izkoriščala ter ga silila k pitju vodke in tako poskrbela za njegovo vinjenost. Randyjev dolgoletni prijatelj, James Newton, je aprila 2015 vložil vlogo, kjer je zaprosil za postavitev Meisnerja pod nadzor sodišča ter ureditev njegovih osebnih in finančnih zadev. Kljub temu je sodišče v Los Angelesu, tri mesece kasneje, imenovalo začasnega konservatorja za 24 urni nadzor Meisnerja in njegovega zdravstvenega stanja, ob upoštevanju, da je bil diagnosticiran za bipolarno motnjo. V začetku leta 2015 je Meisner grozil, da bo sebe in druge ubil z orožjem, čeprav takrat pri sebi ni imel strelnega orožja. Konservator je odredil Meisnerjevo zdravstveno oskrbo, sodnik pa konservatorju ni dal dodatne moči, ki sta jo zahtevala Troy Martin in James Newton, da bi lahko pregledal Meisnerjeve finance.

### Ženina smrt
6. marca 2016 se je policija odzvala na nujni klic s strani ženske iz Meisnerjeve hiše. Zahtevala je policijsko pomoč zaradi domnevno nevarnega moškega. Detektiv je potrdil, da je policija prejela klic na nedeljsko popoldne okoli 17:30, policisti pa so klic uvrstili kot domač incident, ki ne potrebuje nadaljnega ukrepanja. "Bil je vsakodneven prepir med možem in ženo, kjer ni bilo prisotnega nobenega nasilja," je potrdil vir. Samo devetnajst minut kasneje je Lana Meisner, potem ko je policija zapustila prizorišče, po nesreči ustrelila in se ubila, potem, ko je puška, ki jo je premikala, zadela predmet in se sprožila. Organi so ugotovili, da Randy Meisner ni bil udeležen v streljanje, nadzorne kamere pa so pokazale, da je bil v tistem času v drugem delu hiše. Po tem dogodku je bil Meisner prepeljan v psihiatrijo, potem ko je grozil s samomorom.

## Diskografija

### Poco
- Pickin' Up the Pieces (1969)
- The Very Best of Poco (1975)
- Poco: The Songs of Richie Furay (1980)
- The Best Of (1980)
- Legacy (1989)
- The Forgotten Trail (1969–74) (1990)
- The Ultimate Collection (1998)
- The Very Best of Poco (1999)
- The Essential Poco (2005)

### Eagles
- Eagles (1972)
- Desperado (1973)
- On the Border (1974)
- One of These Nights (1975)
- Their Greatest Hits (1971–1975) (1976)
- Hotel California (1976)
- Eagles Live (1980)
- Eagles Greatest Hits, Vol. 2 (1982)
- Selected Works: 1972–1999 (2000)
- The Very Best Of (2003)
- Eagles (2005)

### Solo

#### Albumi
| 1978                                                 | Randy Meisner                                   | —  | —  | —  |
| 1980                                                 | One More Song                                   | 50 | —  | 44 |
| 1982                                                 | Randy Meisner                                   | 94 | —  | —  |
| 1991                                                 | When the Night Falls (s skupino Black Tie)      | —  | 65 | —  |
| 2001                                                 | Meisner, Swan & Rich (kot Meisner, Swan & Rich) | —  | —  | —  |
| 2002                                                 | Dallas                                          | —  | —  | —  |
| 2005                                                 | Love Me or Leave Me Alone                       | —  | —  | —  |
| "—" označuje lestvico, na katero se album ni uvrstil |                                                 |    |    |    |

#### Singli
| 1980                                                 | "Deep Inside My Heart" (duet s Kim Carnes) | 22 | —  | 12 |
| 1981                                                 | "Hearts on Fire"                           | 19 | 14 | 24 |
| 1982                                                 | "Never Been in Love"                       | 28 | —  | 30 |
| "—" označuje lestvico, na katero se singl ni uvrstil |                                            |    |    |    |

### Meisnerjeve skladbe

#### Skladbe skupine Eagles, katerih avtor ali soavtor je Meisner
- "Take the Devil" z albuma Eagles
- "Early Bird" (soavtor z Berniejem Leadonom) z albuma Eagles
- "Tryin'" z albuma Eagles
- "Certain Kind of Fool" z albuma Desperado (soavtor z Glennom Freyjem in Donom Henleyjem)
- "Saturday Night" z albuma Desperado (soavtor s Freyjem, Henleyjem in Leadonom)
- "Is It True" z albuma On the Border
- "Too Many Hands" z albuma One of These Nights (soavtor z Donom Felderjem)
- "Take It to the Limit" z albuma One of These Nights (soavtor s Freyjem in Henleyjem)
- "Try and Love Again" z albuma Hotel California

#### Skladbe skupine Eagles z Meisnerjem na glavnem vokalu
- "Most of Us Are Sad" z albuma Eagles
- "Take the Devil" z albuma Eagles
- "Tryin'" z albuma Eagles
- "Certain Kind of Fool" z albuma Desperado
- "Midnight Flyer" z albuma On the Border
- "Is It True" z albuma On the Border
- "Too Many Hands" z albuma One of These Nights
- "Take It to the Limit" z albuma One of These Nights
- "Try and Love Again" z albuma Hotel California

#### Skladbe skupine Poco z Meisnerjem na glavnem vokalu
- "Make Me a Smile" z albuma Pickin' Up the Pieces (Richie Furay/Jim Messina)
- "Short Changed" z albuma Pickin' Up the Pieces (Richie Furay)
- "Nothin' To Hide" z albuma Legacy (Richard Marx, Bruce Gaitsch)
- "Rough Edges" z albuma Legacy (Young, Radney Foster, Bill Lloyd)
- "Nature of Love" z albuma Legacy (Jeff Silbar, Van Stephenson)